# Il sogno d'oro di Cavicchioni
Il sogno d'oro di Cavicchioni è un film muto italiano del 1920 diretto da Umberto Paradisi.